# Walygator Sud-Ouest
Koordinaten: 44° 11′ 13″ N, 0° 34′ 35″ O
Walygator Sud-Ouest (ehemals Walibi Aquitaine (1992–2010) und Walibi Sud-Ouest (2011–2020)) ist ein Freizeit- und Vergnügungspark, der sich im Süden von Frankreich in der Region Nouvelle-Aquitaine bei Roquefort befindet.
Am 24. April 1992 wurde der Park unter dem Namen „Walibi Aquitaine“ gegründet. Fünf Jahre später übernahm die amerikanische Freizeitpark-Kette Six Flags den Park. Six Flags verkaufte den Park im Jahr 2004 an das britische Unternehmen StarParks. Zwei Jahre später wurde der Park an die französische Freizeitpark-Kette Grévin & Cie verkauft. In der Saison 2011 wurde der Park offiziell zum „Walibi Sud-Ouest“ umbenannt. Seit 2014 ist die spanische Aspro-Parks-Gruppe der neue Betreiber des Parks. Im Jahr 2020 lief die Vereinbarung zur Nutzung des Markennamens Walibi aus. Aus diesem Grund heißt der Freizeitpark ab 2021 Walygator Sud-Ouest. Aspro-Parks betreibt bereits einen weiteren Park in Metz mit dem Namen „Walygator Grand Est“.

## Attraktionen
Mit drei Achterbahnen und fünf Wasserattraktionen bietet Walygator Sud-Ouest insgesamt 24 Attraktionen an.

### Achterbahnen
| Name         | Typ                  | Hersteller   | Eröffnet |
| ------------ | -------------------- | ------------ | -------- |
| Boomerang    | Shuttle Coaster      | Vekoma       | 1992     |
| Coccinelle   | Large Tivoli Coaster | Zierer Rides | 1992     |
| Mine de Thor | Wilde Maus           | Zamperla     | 2002     |

### Wasserattraktionen
| Name          | Typ                  | Hersteller         | Eröffnet |
| ------------- | -------------------- | ------------------ | -------- |
| Aquachutes    | Hara Kiri Raft Slide | Van Egdom          | 1992     |
| Drakkar       | Wildwasserbahn       |                    | 1996     |
| Radja River   | Rapid River          | Intamin            | 1992     |
| Splash Battle | Splash Battle        | Preston & Barbieri | 2006     |
| Tam Tam Tour  | Tow Boat Ride        | Soquet             | 1992     |

### Weitere Attraktionen
| Name             | Typ                  | Hersteller     | Eröffnet |
| ---------------- | -------------------- | -------------- | -------- |
| Aire de Jeux     | Spielplatz           |                | 1992     |
| Bateau Pirate    | Pirate Boat          | Huss Rides     | 1992     |
| Bubble Up        | Samba Balloon        | Zamperla       | 2012     |
| Cinéma 4D        | 4D-Kino              | Simworx        | 2011     |
| Chaises Volantes | Kettenkarussell      | Zierer Rides   | 1992     |
| Crazy Bus        | Crazy Bus            | Zamperla       | 2012     |
| Express Tour     | Parkeisenbahn        | Soquet         | 1992     |
| Galopant         | Nostalgiekarussell   |                | 1992     |
| Melody Road      | Oldtimer Rundkurs    | Soquet         | 1992     |
| Music Tour       | Kinder-Flugkarussell |                | 1992     |
| Psyké Délik      | Chaos                | Chance Rides   | 2005     |
| Rock it Up       | Drop'n Twist         | SBF Visa Group | 2012     |
| Tapis Magique    | Teppichrutsche       |                | 1992     |
| Tea Cup          | Kaffeetassenfahrt    | Mack Rides     | 1992     |
| W.A.B. Band Tour | Kindereisenbahn      |                | 1992     |
| W.A.B. Water     | Wasserspielplatz     |                | 1992     |

## Galerie

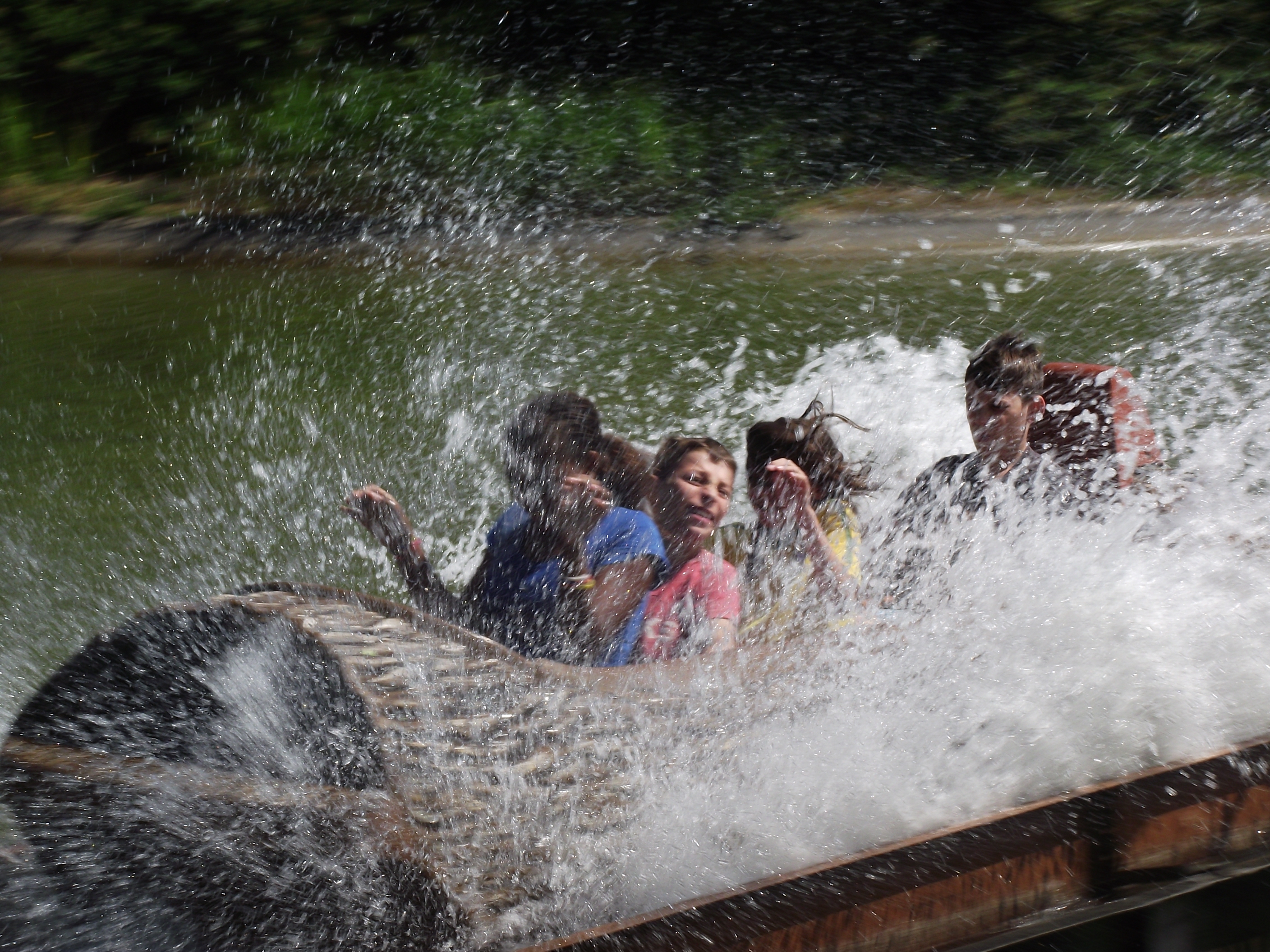
Drakkar
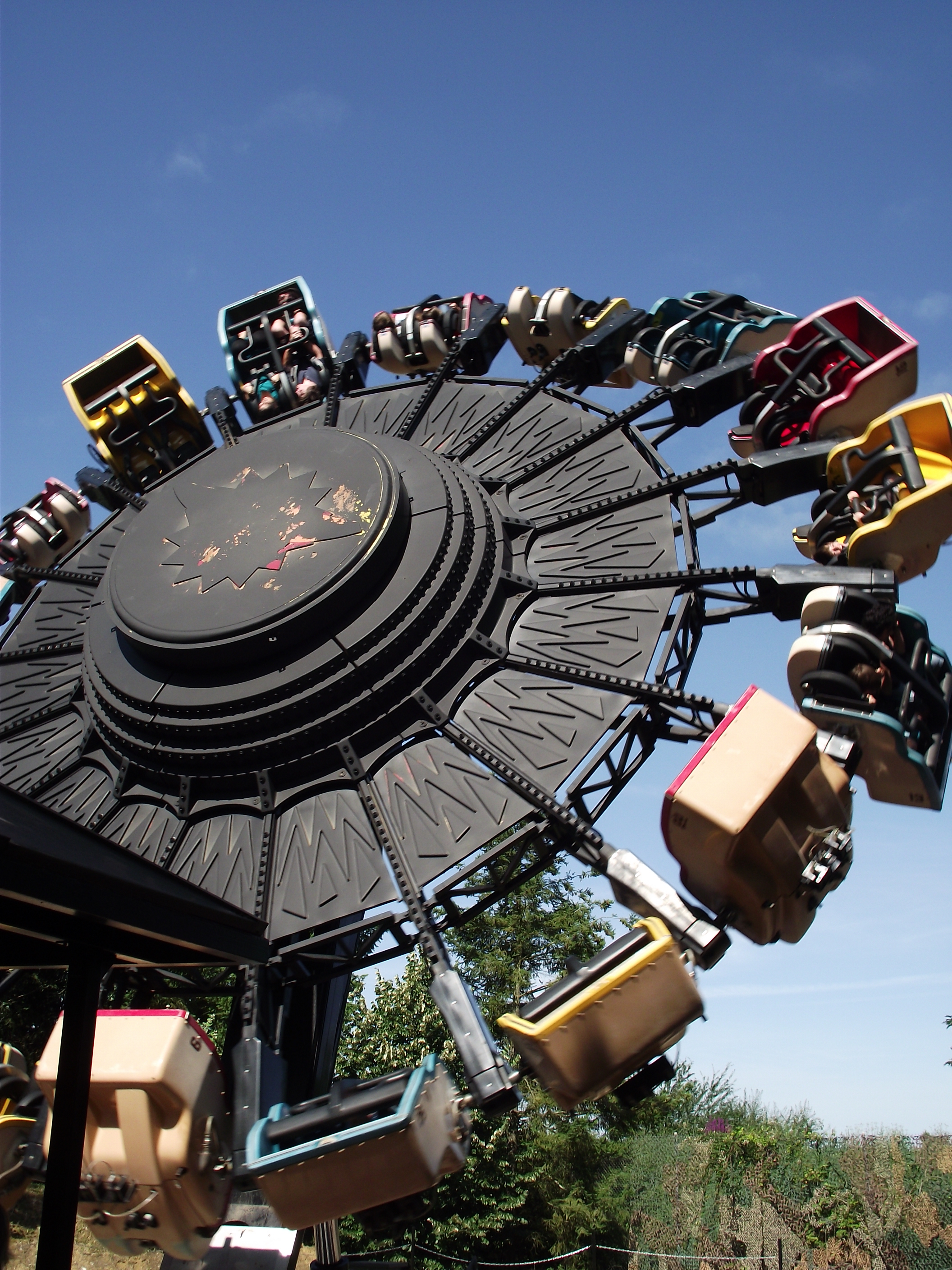
Psyké Délik
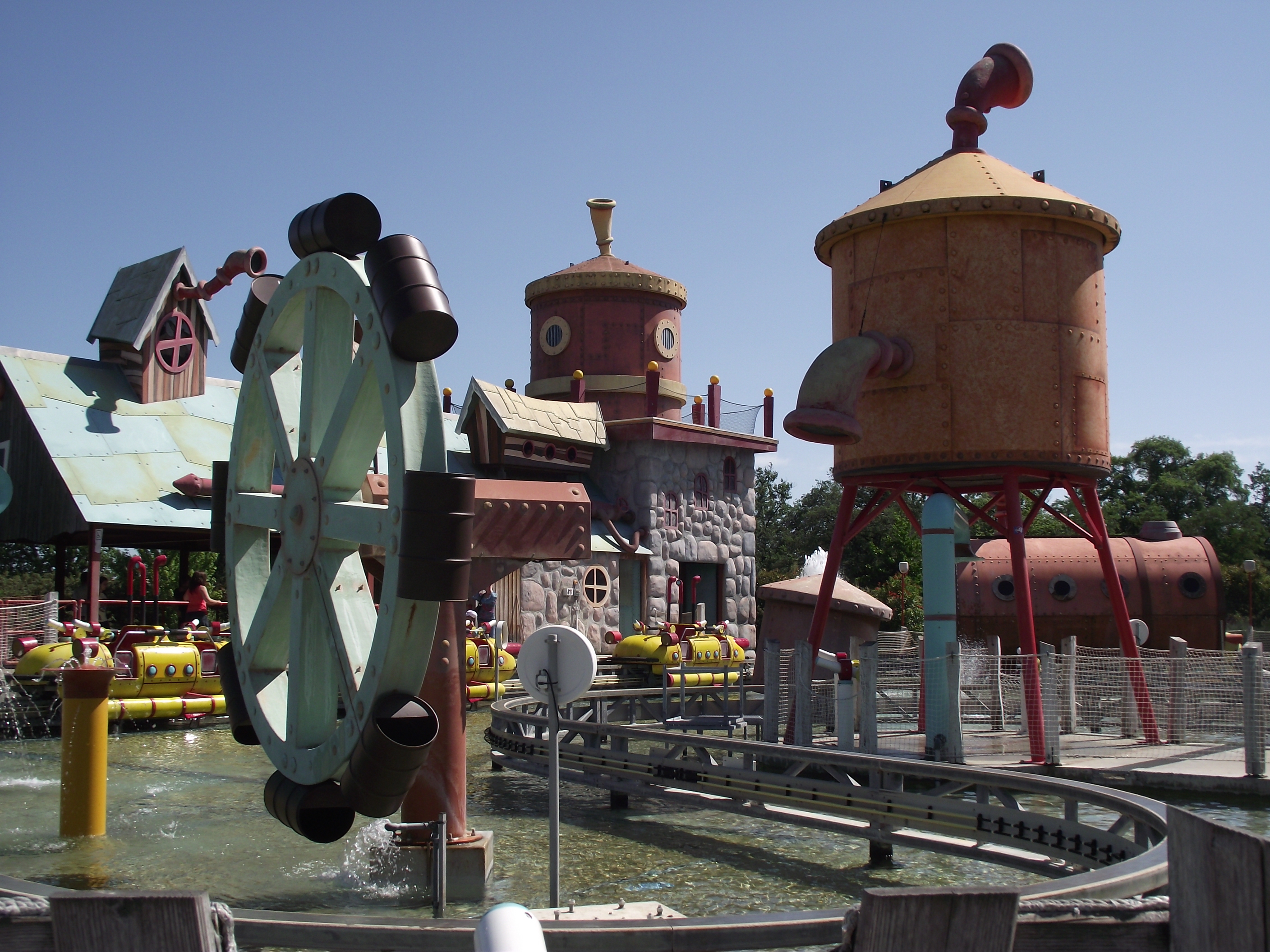
Splash Battle
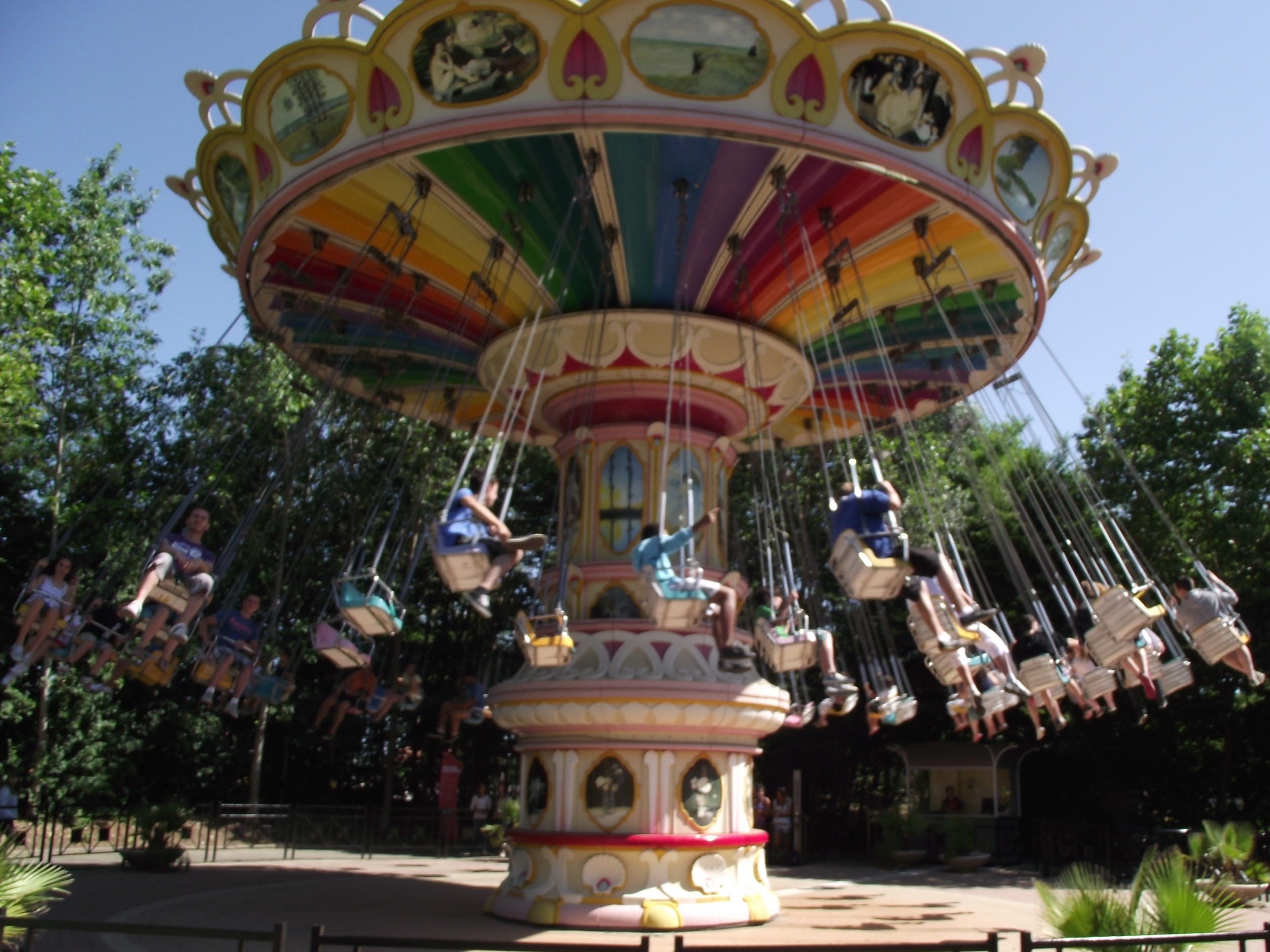
Chaises Volantes
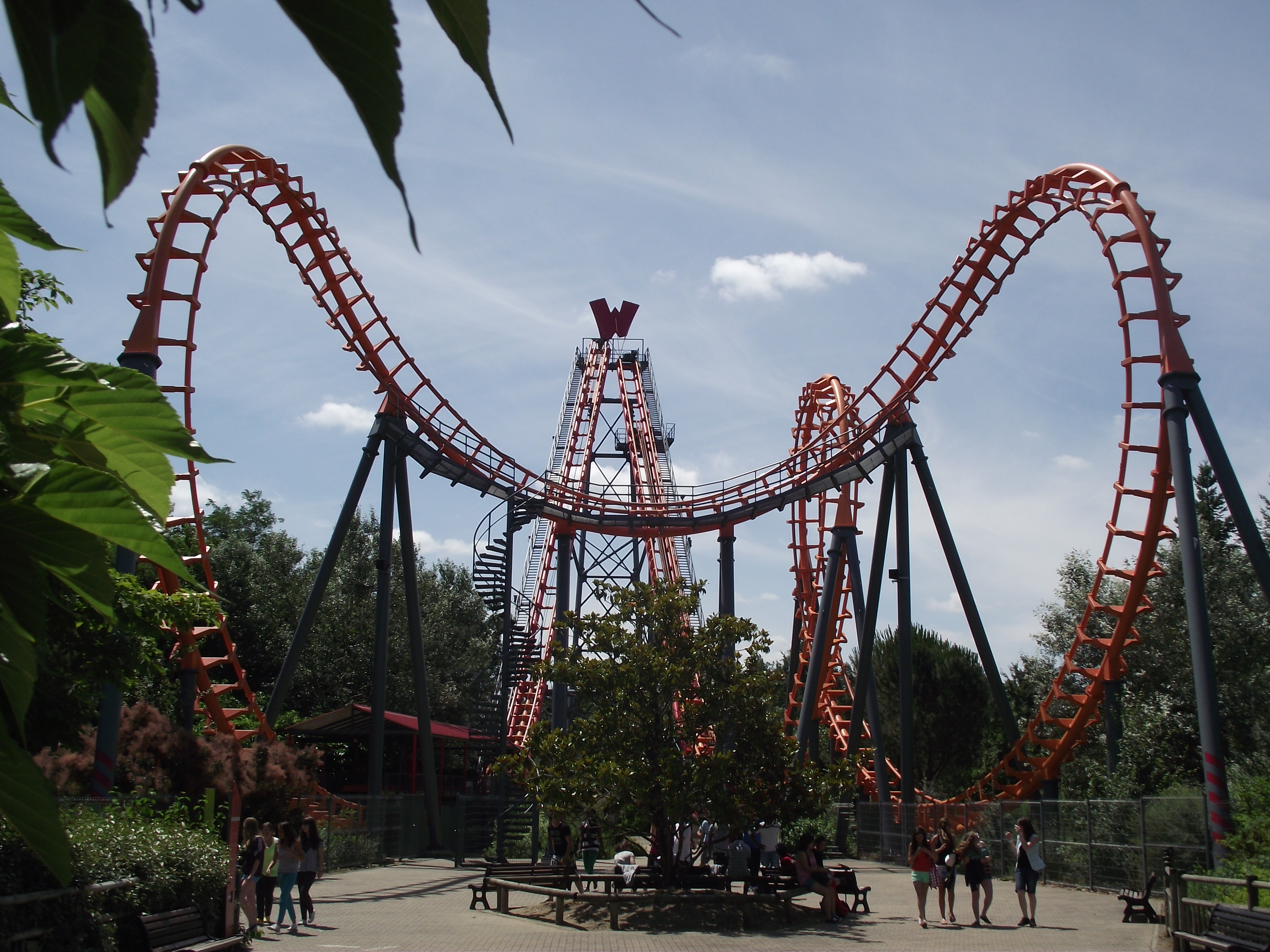
Boomerang
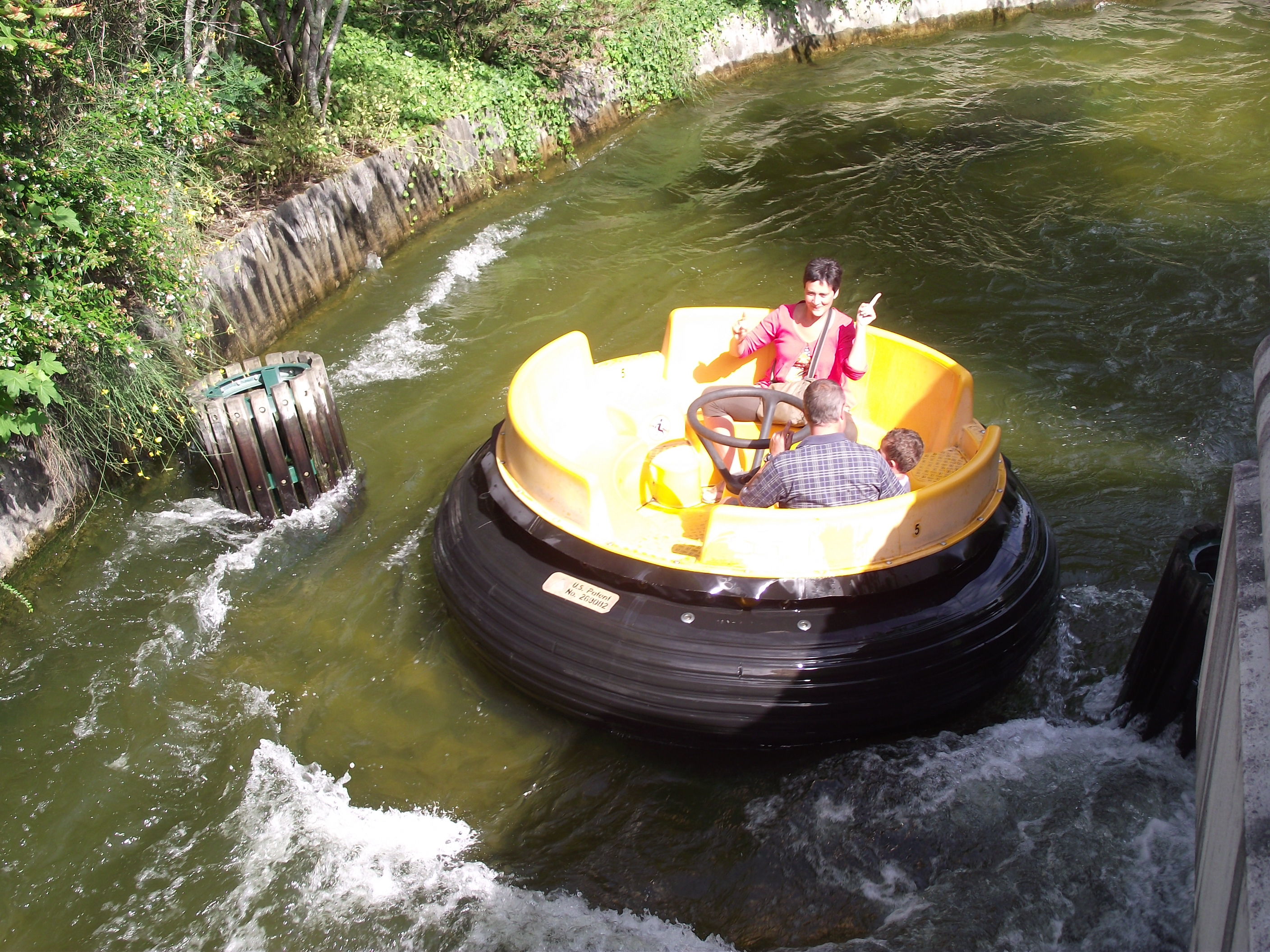
Radja River
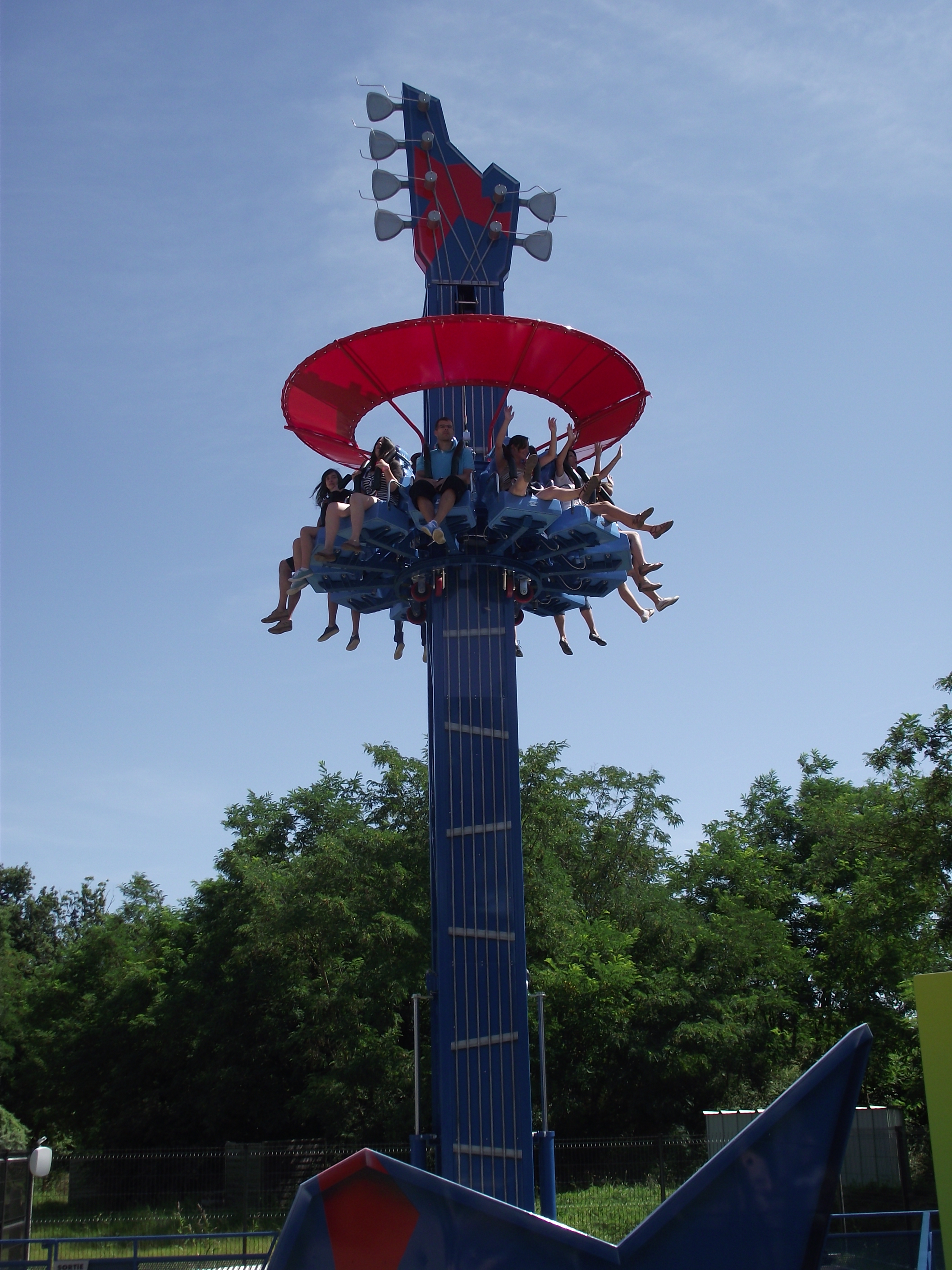
Rock it Up
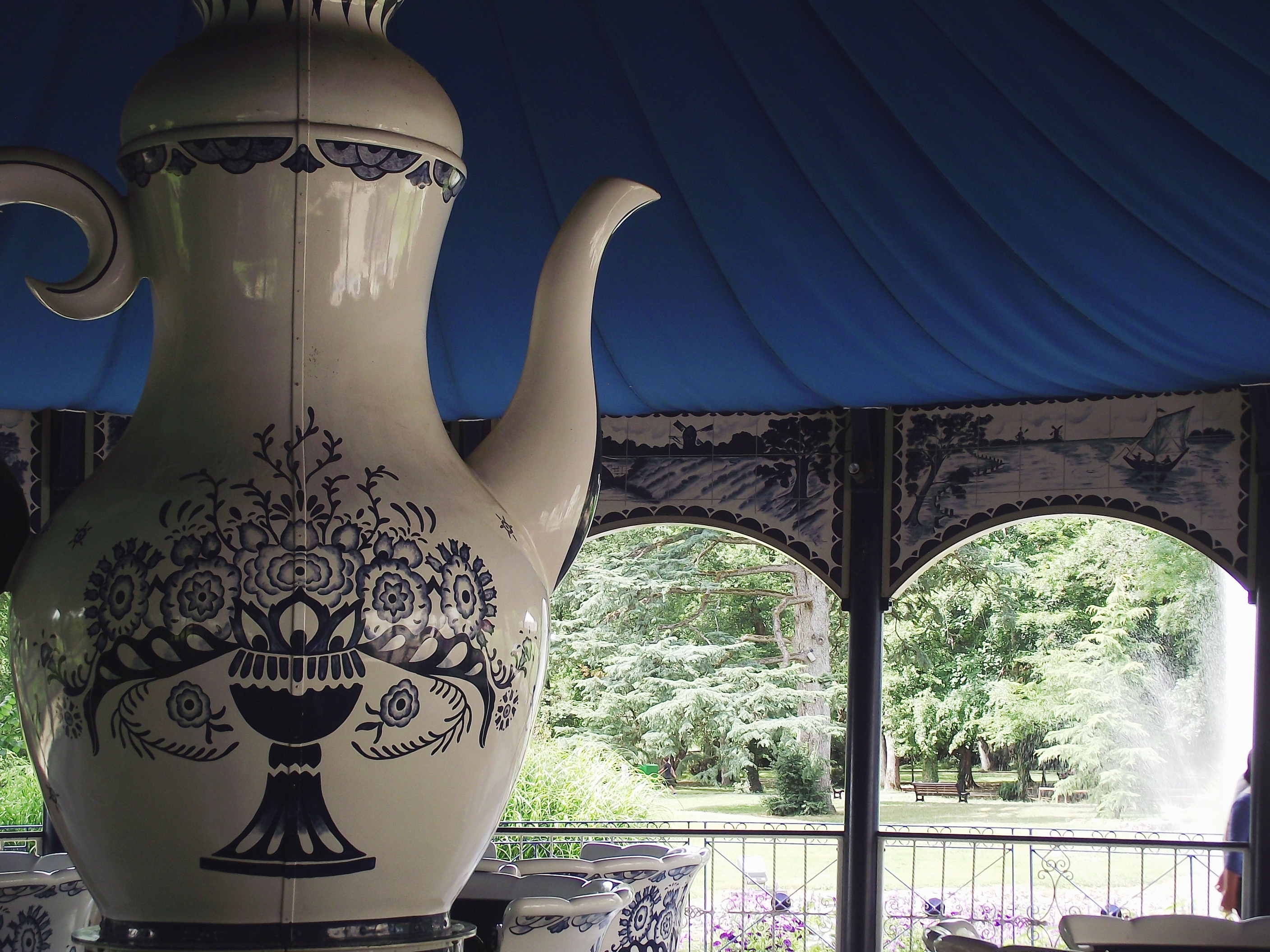
Tea Cup

## Wasserpark Aqualand Agen
Direkt neben dem Gelände des Freizeitparks befindet sich seit 2017 ein getrennter und vom Freizeitpark unabhängiger Wasserpark, der zunächst als Parc Aquatique Walibi auf einer 1,5 Hektar großen Teilfläche am 31. Juli 2017 eröffnet wurde. Die spanische Aspro Parks-Gruppe investierte rund 12 bis 15 Millionen Euro für den Bau des neuen Wasserparks, der auf einer Fläche von insgesamt fünf Hektar neben 18 Wasserrutschen auch ein Restaurant enthält. Im Januar 2018 wurde der Wasserpark zum Aqualand Agen umbenannt. Die eigentliche Eröffnung fand zum Saisonstart am 23. Juni 2018 statt. Der Eintritt in den Wasserpark kann sowohl separat als auch in Kombination mit einem Besuch in den Freizeitpark erfolgen. Dafür ist ein spezielles Kombi-Ticket erhältlich.